# Ковалівка (Вишгородський район)
Ковалі́вка — село в Україні, у Іванківській селищній громаді Вишгородського району Київської області. Населення становить 92 осіб.

## Розташування
Село розташоване на території Вишгородського району Київської області. Його територія підпорядкована Іванківській селищній громаді.
У 2012 році в Ковалівці за сприяння Київської ОДА та Іванківської РДА, було передано в довгострокову оренду 49 гектарів землі під будівництво «Комплексу по переробці відходів».

## Історія
7 (20) листопада 1917 року, відповідно до Третього Універсалу Української Центральної Ради, увійшло до складу Української Народної Республіки.
За переписом 1926 року в Ковалівці нараховувалось 110 дворів, у яких мешкало 780 жителів.
У 1929 році був утворений колгосп ім. Фрунзе.

### Голодомор 1932-1933
Голод 1932—1933 років за свідченнями очевидця Петренка М. Г., 1924 р.н., забрав життя багатьох односельців, але згадати поіменно через свій дитячий тоді вік зміг лише 4-х жителів села. Прізвища ще 35-х померлих від голоду встановлено згідно книги реєстрації актів про смерть, що зберігається в держархіві Київської області.
Рідкісний на той час запис в акті № 17 від 12 червня 1933 року з книги реєстрації актів Ковалівської сільської ради про смерть 30-річного жителя Андреєнка А. М., де причиною смерті вказано «із голоду».
Постраждалих від Голодомору в селі на сьогодні 12 осіб.
Мартиролог жителів с. Ковалівка — жертв Голодомору 1932—1933 років укладений за архівними даними (ДАКО, фр-5634, оп. 1, спр.431, арк.1-20) та свідченнями очевидця Петренка М. Г., 1924 р.н., записаними у 2008 р. Галушкою В. О., завідувачкою клубу.
В мартирологу в алфавітному порядку мовою оригіналів вказані при наявності даних прізвище, ім'я, по батькові, дата смерті, вік померлого та причина смерті.
1. Андрієнко Матвій Марков, 12.06.1933, 30 р., від голоду
2. Буднік Володя Минович, 1.06.1933, невідомо,
3. Девледович Петро Василів, 28.04.1933, 42 р.,
4. Довледович Павло Андріїв, 1.07.1933, 34 р.,
5. Журба Конон Степанів, 24.06.1933, 45 р.,
6. Журба Олексій Степанов, 17.06.1933, 40 р.,
7. Журба Орина Кононова, 5.07.1933, 8 р., від голоду
8. Журба Петро Кононов, 9.07.1933, 10 р., від голоду
9. Журба Тимох Зіньків, 15.05.1933, 45 р.,
10. Журба Федор Зіньукович, 10.05.1933, 70 р.,
11. Зборовська Ганна Терешкова, 1.11.1933, 96 р.,
12. Зборовський АрхипТерентійов.
13. Зборовський Василь Михалів, 13.01.1933, 3 міс,
14. Згоровський Михайло Федорів, 14.07.1933, 48 р.,
15. Малашенко Грицько Юхимов, 28.03.1933, 39 р.,
16. Малашенко Іван Грицьків, 10.05.1933, 6 міс.
17. Марченко Мотря Силова, 22.06.1933, 70 р.,
18. Мелашенко Горпина Левівна, 12.12.1933, 65 р.,
19. Петренко Іван Григорович
20. Петренко Хома Григорович
21. Роговець Влита Іванова. 2.07.1933, 33 р.,
22. Роговець Ганна Юхимова, 8.05.1933, 42 р.,
23. Роговець Павел Ониськів, 19.04 1933. 58 р.,
24. Роговець Степан Юхимов, 25.10.1933, 57 р.,
25. Роговець Тимохвій Юхимов, 10.07.1933, 40 р.,
26. Роговеь Домна Силова. 10.07.1933, 45 р.,
27. Роговиць Семен Сергійович, 14.07.1933, 35 р.,
28. Роговиць Улита Іванівна
29. Сміян Василь Васильов, 7.04, 1933,
30. Сміян Домна Григорівна, 28.01.1933, 70,
31. Сміян Іван Тихонів, 13.06.1933, 22 р., від голоду
32. Сміян Михайло Марків, 14.07.1933, 18 р.,
33. Сміян Олекса Терентійович, 3.04. 1933, 65 р.,
34. Сміян Орина Іванова, 30.01.1933, 1 р.,
35. Тарасенко Антоніна Климова. 20.07.1933, 8 р.,
36. Тарасенко Клим Юхимов, 13.06.1933, 50 р.
37. Тимошенко Григорій Андріїв 11.01.1933. 18 р.,
38. Тимошенко Кузьма Сакович, 16.11.1933, 1 день.,
39. Чеховський Опанас Овсійович. 12.07.1933. 38 р.,

12 червня 2020 року, відповідно до розпорядження Кабінету Міністрів України № 715-р «Про визначення адміністративних центрів та затвердження територій територіальних громад Київської області», увійшло до складу Іванківської селищної територіальної громади.
19 липня 2020 року, в результаті адміністративно-територіальної реформи та ліквідації Іванківського району, село увійшло до складу новоутвореного Вишгородського району.

### Російське вторгнення в Україну (2022)
З кінця лютого до 1 квітня 2022 року під час російсько-української війни село було окуповане російськими військами.